# Давіде Гвалтьєрі
Давіде Гвалтьєрі (італ. Davide Gualtieri; нар. 27 квітня 1971, Сан-Марино) — колишній сан-маринський футболіст, гравець національної збірної Сан-Марино. Автор найшвидшого голу в історії Кубків Світу.

## Біографія
Ігрову кар'єру розпочав у клубі «Ювенес», за який виступав протягом 1993—1999 років, після чого протягом одного сезону виступав за клуб «Пеннаросса».
Влітку 2000 року перейшов в «Тре Пенне», в складі якого довгий час був основним форвардом, поки не завершив ігрову кар'єру влітку 2009 року.

## Збірна
1993 року дебютував у складі збірної Сан-Марино. Саме у її складі того ж року Гвалтьєрі увійшов в історію як автор найшвидшого голу в історії Кубків Світу, який він забив в матчі кваліфікаційного раунду Кубка Світу 1994 року проти збірної Англії, що відбувся 17 листопада 1993 року в Болоньї, Італія. Давіде Гвалтьєрі перехопив невдалий пас назад, зроблений Стюартом Пірсом після розіграшу м'яча, і забив гол через 8,3 секунди після стартового свистка. Попри те, що цю зустріч Англія виграла з рахунком 7-1, у тому відбірковому циклі вона не змогла кваліфікуватись; невдовзі після цієї гри подав у відставку тренер англійців Грем Тейлор.

## Досягнення
- Володар Суперкубка Сан-Марино: 2005